# ガーラトロ
ガーラトロ（イタリア語: Galatro）は、イタリア共和国カラブリア州レッジョ・カラブリア県にある人口約1,600人の基礎自治体（コムーネ）。

## 地理

### 位置・広がり

#### 隣接コムーネ
隣接するコムーネは以下の通り。
- ファブリーツィア (VV)
- フェロレート・デッラ・キエーザ
- ジッフォーネ
- グロッテリーア
- ラウレアーナ・ディ・ボッレッロ
- マンモラ
- マローパティ
- サン・ピエトロ・ディ・カリダ